# Im pokorjaetsja nebo
Im pokorjaetsja nebo (Им покоряется небо) è un film del 1963 diretto da Tat'jana Lioznova.